# C. C. DeVille

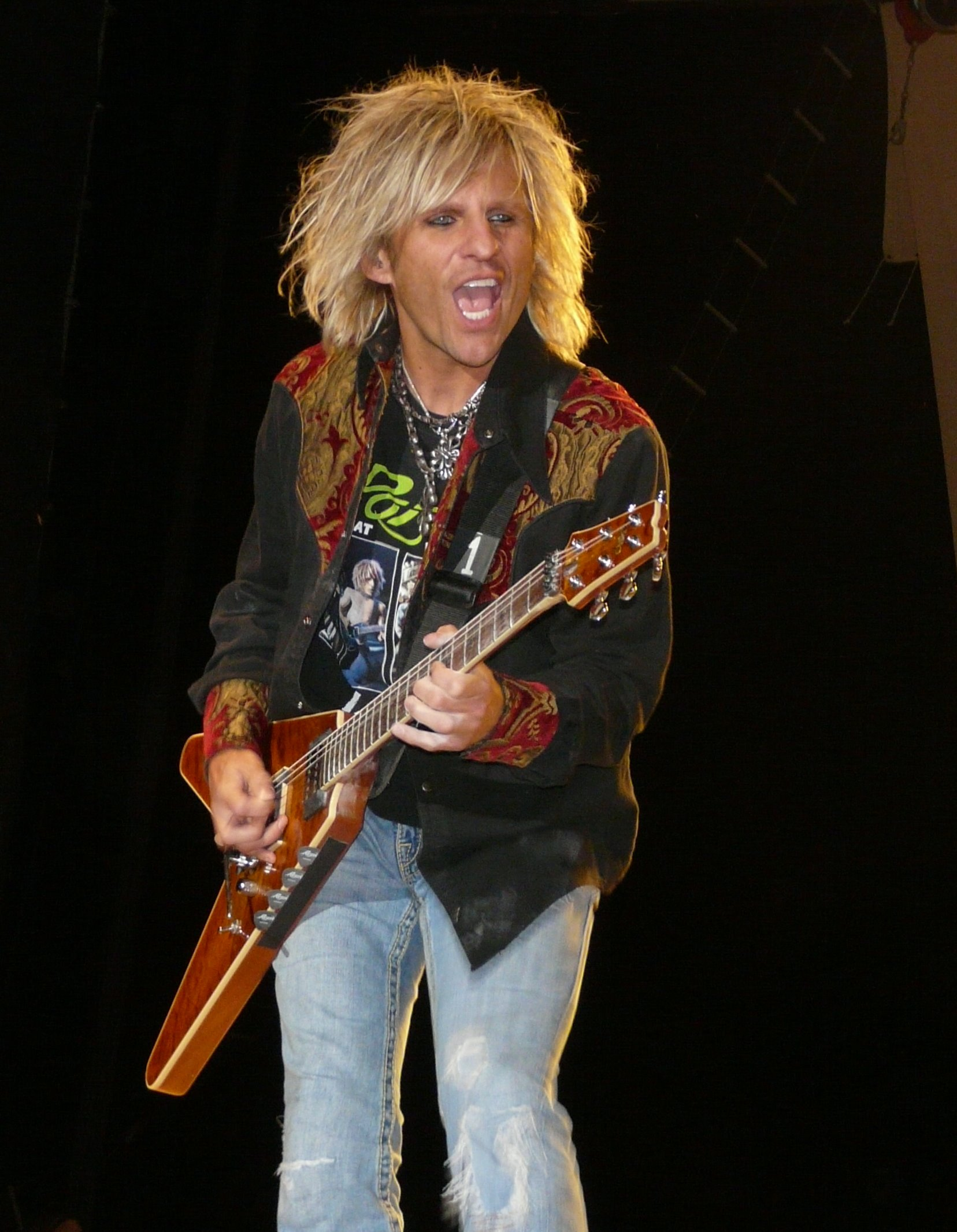
DeVille live mit Poison (2008)

C. C. DeVille (eigentlich Bruce Anthony Johannesson, * 14. Mai 1962 in Brooklyn, New York City, Vereinigte Staaten) ist ein US-amerikanischer Musiker und der Lead-Gitarrist der Glam-Metal-Band Poison.

## Werdegang
Im Alter von fünf Jahren begann er, Gitarre zu spielen. Er hörte unter anderem Led Zeppelin, Black Sabbath, The Rolling Stones, David Bowie, Aerosmith, Van Halen, Cheap Trick, Queen und vor allem Kiss. Mit 17 Jahren gründete er in New York die Band Lace. Für diese komponierte er auch das Lied Talk Dirty to Me, das später auf dem ersten Album von Poison, Look What the Cat Dragged In, erschien.
Nach einer kurzen Zeit an der New York University, wo er Musik-Theorie studierte, zog er 1981 nach Los Angeles. Dort spielte er unter anderem in der Band Roxx Regime, die sich kurz nach DeVilles Ausstieg in Stryper umbenannten.
Daraufhin wechselte er zu Poison, mit denen er die Hit-Alben Look What the Cat Dragged In, Open Up and Say... Ahh! und Flesh & Blood aufnahm. Nach einem Auftritt bei den MTV Video Music Awards 1991 prügelte er sich mit Poison-Sänger Bret Michaels, was zum Ausstieg DeVilles führte.
Sein nächstes Projekt sollte den Namen Needle Park tragen, doch deren einzige Single Hey Good Lookin, ein Cover von Hank Williams, wurde schließlich unter seinem Namen veröffentlicht und eine Bandgründung kam nicht zustande. In den darauffolgenden Jahren vollzog er mehrere Entziehungskuren.
Gemeinsam mit Ty Longley, Krys Baratto und Francis Ruiz gründete er die Band Samantha 7.
Ab 1996 stand er wieder im Kontakt zu Poison. 1999 erfolgte die Wiedervereinigung der Band für die Greatest Hits Reunion Tour. Es folgten mehrere Tourneen mit anderen Glam-Größen wie Ratt, Great White, L.A. Guns oder Cinderella.
In den Jahren 2005 und 2006 trat DeVille in der Fernsehserie South of Nowhere auf, wo er die Rolle des Raife Davies spielte. Später trat er in der Reality-Serie The Surreal Life (2006) und dessen Spin-Off The Surreal Life: Fame Games (2007) auf, seine Single I Wanna be Famous.aus dem Album von Samantha 7 war bei letzterem die Titelmelodie.
DeVille ist mit Shannon Malon liiert. Das Paar hat seit März 2007 einen gemeinsamen Sohn.

### Solo
1993 Hey Good Lookin (Single zum Soundtrack von Schwiegersohn Junior)

### Mit Samantha 7
- 2000 – Samantha 7

### Als Gastmusiker
- 1990 Warrant – Cherry Pie (Cherry Pie)
- 1990 Sam Kinison – Have You Seen Me Lately? – Wild Thing
- 1990 Sam Kinison – Leader of the Banned
- 1998 Bret Michaels – Party Rock Band (A Letter From Death Row)
- 1999 LEN – You Can't Stop the Bum Rush – Feelin' Alright
- 2000 The Muffs – Silly People (Hamburger)
- 2004 Spin The Bottle – I Stole Your Love (An All-Star Tribute to Kiss)
- 2006 I Saw Her Standing There (Tributealbum Butchering the Beatles)
- 2006 Motörhead – God Was Never On Your Side (Kiss of Death)